# Zoïa Kosmodemianskaïa
Zoïa Anatolievna Kosmodemianskaïa (en russe : Зо́я Анато́льевна Космодемья́нская), née le 13 septembre 1923 à Ossino-Gaï (ru) (gouvernement de Tambov, URSS) et morte le 29 novembre 1941 à Petrichtchevo (ru) (oblast de Moscou, URSS), est un partisan soviétique. Elle est pendue par les Nazis à l'âge de 18 ans pour acte de résistance. Elle devient l'un des martyrs les plus révérés de la Grande Guerre patriotique livrée par l'Union soviétique à l'Allemagne hitlérienne,.
Elle est nommée Héros de l'Union soviétique à titre posthume,.

## Biographie

### Famille
Le nom de famille Kosmodemiansky vient des noms des saints Côme et Damien (Kosma et Demian en russe). À partir du XVIIe siècle, les Kosmodemiansky sont prêtres de l'Église orthodoxe russe. Le grand-père de Zoïa, Piotr Kosmodemiansky, est assassiné en 1918 par des militants athées pour son opposition au blasphème.
Zoïa Kosmodemianskaïa (son prénom est une forme russe du nom grec Zoé, qui signifie « vie ») est née en 1923 dans le village d'Ossino-Gaï (Осино-Гай) (ce qui signifie bois de tremble), près de la ville de Tambov. Son père, Anatoly Kosmodemiansky, étudie au séminaire, mais n'obtient pas son diplôme. Il travaille ensuite comme bibliothécaire. Sa mère, Lioubov Kosmodemianskaïa (née Chourikova), est institutrice. En 1925, le frère de Zoïa, Alexandre (dit Choura) Kosmodemiansky, naît. Comme sa sœur, il reçoit la décoration de Héros de l'Union soviétique et, comme Zoïa, à titre posthume,.
En 1929, la famille déménage en Sibérie par crainte de persécution athée. En 1930, ils s'installent à Moscou.

### Engagement
Zoïa Kosmodemianskaïa s'engage dans le Komsomol en 1938. En octobre 1941, encore lycéenne à Moscou, elle se porte volontaire pour une unité de partisans. Au cours de son service militaire, elle idéalise Tatiana Solomakha (en), une femme-soldat de l'Armée rouge torturée et tuée au cours de la guerre civile russe. Elle est affectée à l'unité partisane 9903 (unité du front de l'Ouest). Au village d'Oboukhovo près de Naro-Fominsk, Zoïa Kosmodemianskaïa et d'autres partisans traversent le front et entrent dans le territoire occupé par les Allemands. Ils posent des mines sur les routes et coupent les lignes de communication.
Le 27 novembre 1941, Zoïa Kosmodemianskaïa reçoit l'ordre d'incendier le village de Petrichtchevo, où est stationné un régiment de cavalerie allemand. Avec d'autres partisans (Boris Kraïnov (ru) et Vassili Kloubkov (ru)), elle met le feu à trois maisons du village. Les partisans croyaient que l'une des maisons servait de centre de communication allemand et que les forces d'occupation en utilisaient d'autres pour se loger. L'écrivain A. Jovtis conteste ces affirmations, expliquant que Petrichtchevo n'était officiellement pas un point de déploiement permanent des troupes allemandes. Cependant, les villageois avaient déclaré que pratiquement toutes les maisons du village étaient utilisées comme logements par les troupes allemandes transportées le long des routes principales à proximité du village.
Après la première tentative d'incendie, Boris Kraïnov n'attend pas Zoïa Kosmodemianskaïa et Vassili Kloubkov au lieu de rendez-vous convenu et part. Plus tard, Kloubkov est capturé par les Allemands. Kosmodemianskaïa, ayant manqué ses camarades et étant laissée seule, décide de retourner à Petrichtchevo et de poursuivre la campagne d'incendies. Cependant, les autorités militaires allemandes du village rassemblent les résidents locaux pour former une milice afin d'éviter de nouveaux incendies. Après son arrestation, la jeune fille est déshabillée, battue, interrogée et torturée avec 200 coups de fouet et son corps est brûlé, mais elle refuse de donner la moindre information. Le lendemain matin, elle est emmenée au centre du village avec une planche autour du cou portant l'inscription « brûleuse de maison » et pendue.

### Exécution
À ses bourreaux, elle déclare au moment de son exécution : 

« Vous ne pourrez pas pendre 170 millions d'entre nous. »

Le corps reste suspendu au gibet plusieurs semaines, puis est jeté dans la neige. Par sadisme, les soldats allemands poignardent de coups de baïonnettes le corps inanimé de la jeune résistante .
Zoïa Kosmodemianskaïa est enterrée au cimetière de Novodevitchi de Moscou.
En 1946, un sac de terre russe provenant de la tombe de Zoïa Kosmodemianskaïa est envoyé par l'école où elle avait fait ses études pour être déposé auprès de l'urne des cinq martyrs du lycée Buffon. Il est aujourd'hui dans la crypte de la Sorbonne à Paris.

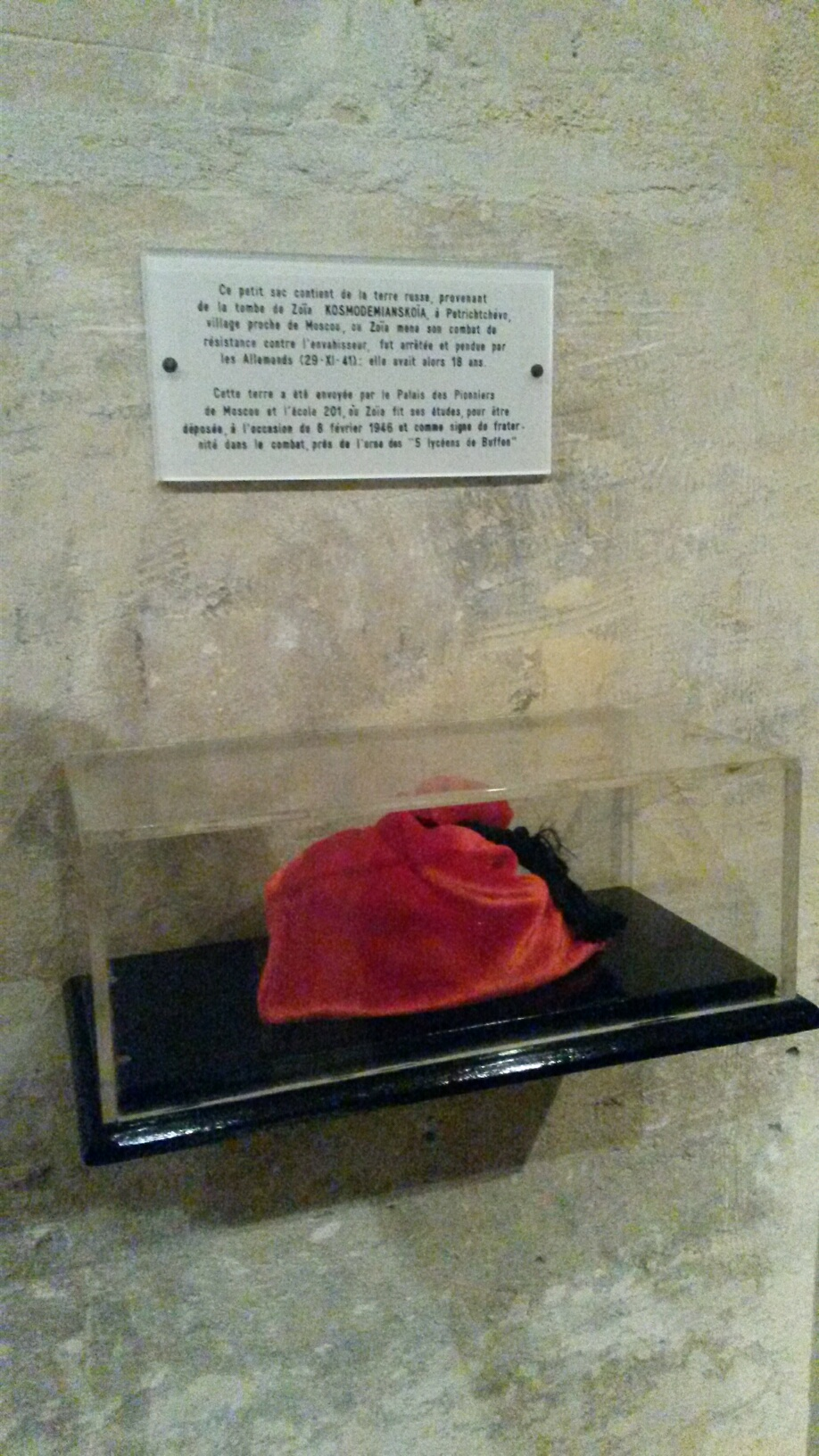
Sac de terre russe provenant de la tombe de Zoïa Kosmodemianskaïa et envoyé en France pour être déposé aux côtés de l'urne des cinq martyrs du lycée Buffon.

## Célébrité
L'histoire de la mort de Zoïa Kosmodemianskaïa devient connue après la publication dans le journal Pravda du 27 janvier 1942 d'un article écrit par Piotr Lidov (ru). Le journaliste entend parler de son exécution par un vieux paysan et est impressionné par son courage. Le témoin raconte : « Ils la pendaient et elle faisait un discours. Ils la pendaient et elle les menaçait ». Lidov s'est rendu à Petrichtchevo, y recueille des informations auprès des résidents locaux et publie un article sur la partisane alors inconnue. Peu de temps après, Joseph Staline remarque l'article et le commente : « Voici l'héroïne du peuple », marquant le point de départ d'une campagne de propagande en l'honneur de Zoïa Kosmodemianskaïa. Staline ordonne que les soldats et les officiers de la 197e division d'infanterie (Wehrmacht), qui ont participé à l'exécution de la partisane, ne soient pas faits prisonniers. En février, son corps est identifié et elle reçoit l'ordre de Héros de l'Union soviétique.

## Hommage

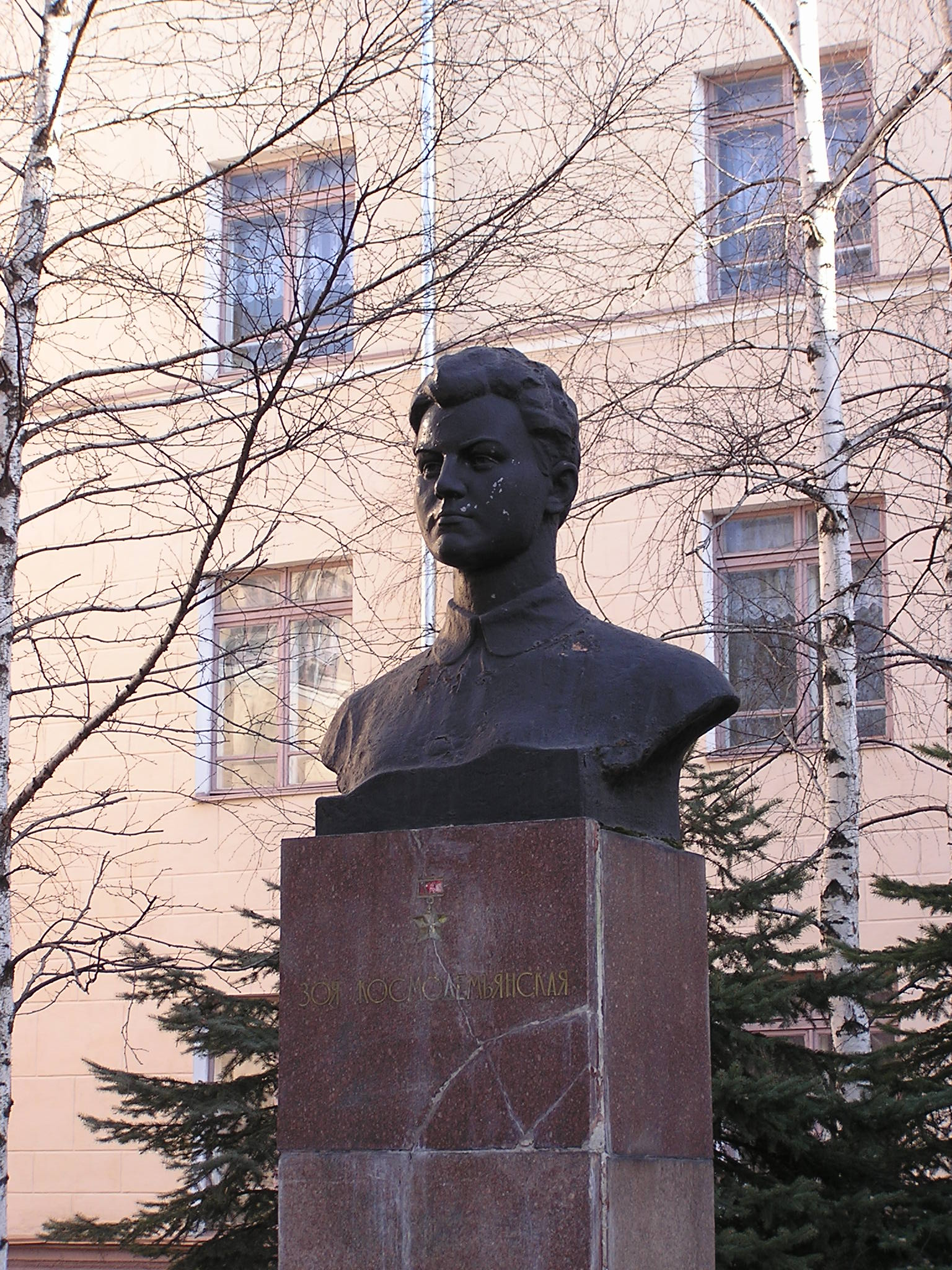
Buste à l'entrée de l'école n° 51 de Donetsk (est de l'Ukraine).
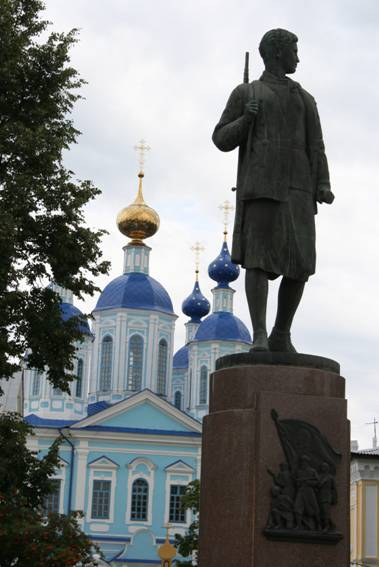
Statue à Tambov.
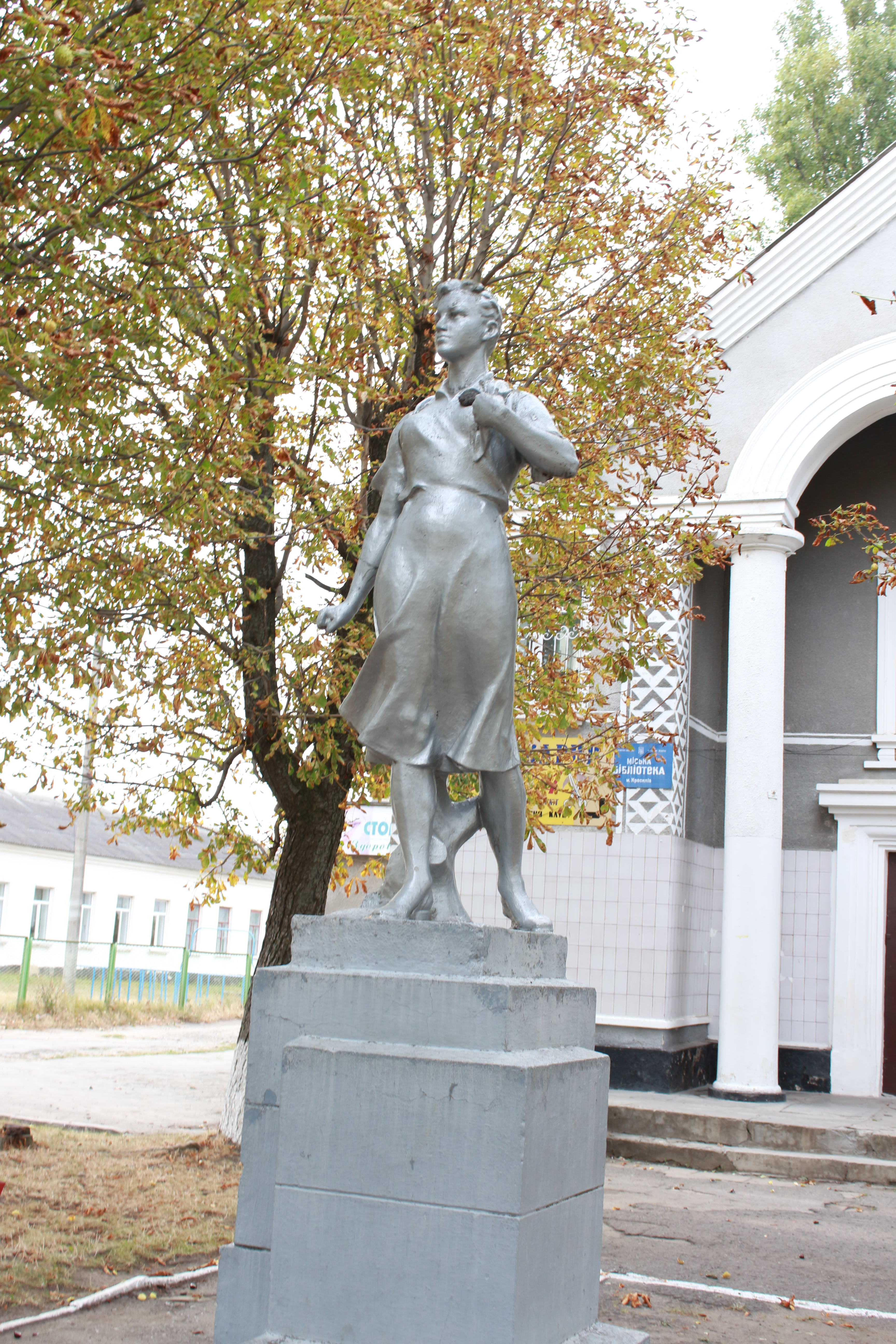
Sa statue à Krassyliv.
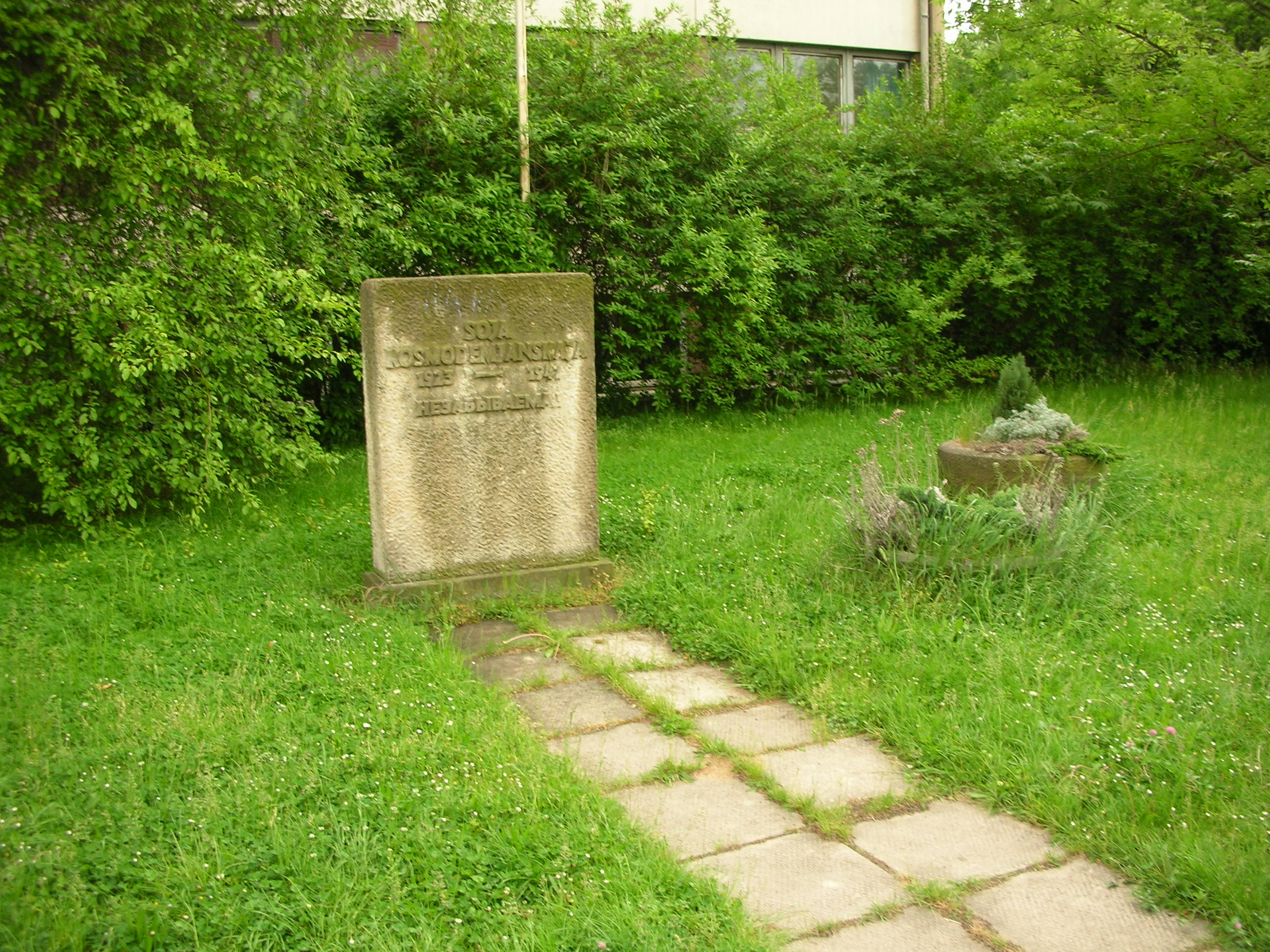
Stèle en face du collège n° 46 de Dresde.
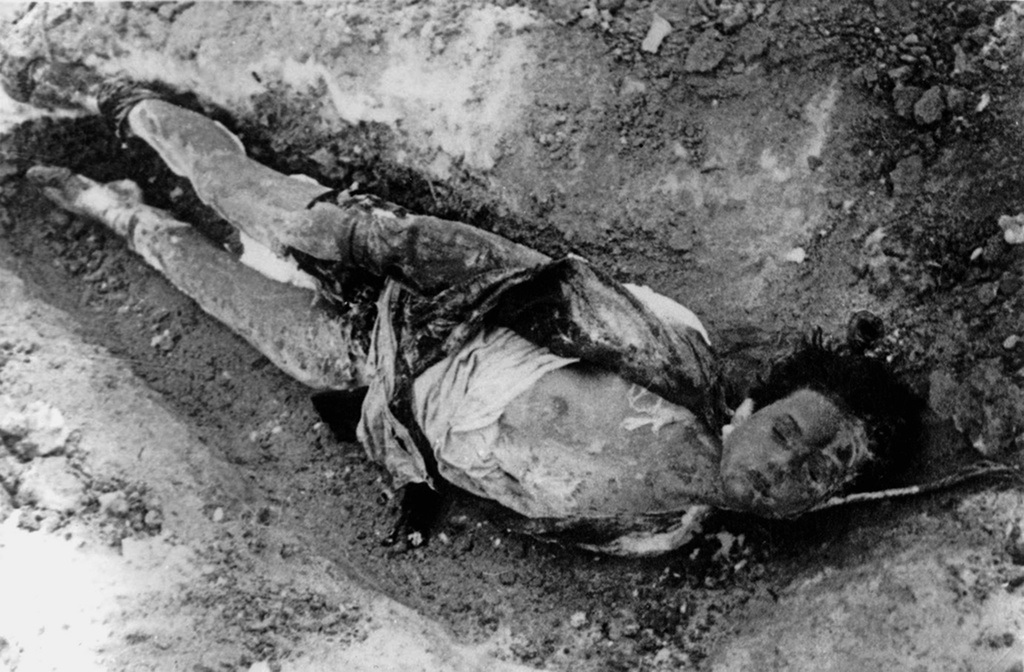
Photo par Sergueï Strounnikov.

De nombreux écrivains, artistes, sculpteurs et poètes soviétiques lui dédient leurs œuvres. En 1944, le film Zoïa raconte sa vie. Elle est également mentionnée dans le film Matricule 217 qui dépeint les atrocités commises contre les prisonniers de guerre soviétiques par les Allemands. Son image est fréquemment utilisée dans la propagande anti-allemande qui encourage la violence contre les forces d'occupation allemandes.
De nombreuses rues, kolkhozes et groupes de pionniers de l'Union soviétique portaient le nom de Kosmodemianskaïa. Son portrait faisait partie des cérémonies de commémoration des pionniers et était utilisé comme symbole de la plus haute distinction décernée à la meilleure classe d'une école. Les Soviétiques ont érigé un monument en son honneur non loin du village de Petrichtchevo. Une autre statue se trouve à la station de métro Partizanskaïa du métro de Moscou. Un sommet de 4108 mètres à Trans-Ili Alataou porte son nom. Une planète mineure (1793) Zoya, découverte en 1968 par l'astronome soviétique Tamara Smirnova, porte son nom.